# Trochomorphoidea
Trochomorphoidea zijn een superfamilie van weekdieren uit de klasse van de Gastropoda (slakken).

## Taxonomie
De volgende families zijn in de superfamilie ingedeeld:
- Chronidae Thiele, 1931
- Dyakiidae Gude & B. B. Woodward, 1921
- Euconulidae H.B. Baker, 1928
- Staffordiidae Thiele, 1931
- Trochomorphidae Möllendorff, 1890